# スマホのトリセツ
スマホのトリセツは、2012年4月から2014年3月までNOTTVで放送されたスマートフォン（スマホ）のアプリやグッズを紹介する情報番組である。

## 概要
AMEMIYA"校長"と"副校長"福田萌が、"特別講師"の百名覚（アンドロイド情報サイト「アンドロイダー」の編集長）と"スマトリガールズ"の美咲アヤカ、三輪田薫、堤友里らと共に、アプリやグッズなど様々なスマホ情報を紹介する。
特徴は、放送中にスマホを横画面から縦画面に切り替えると、下の部分にリストが現れ、番組で紹介したアプリやグッズ、サイトなどの情報をリアルタイムで確認できることである。

## 出演者
MC
AMEMIYA
福田萌（2013年8月9日放送分をもって産休）
レギュラー
百名覚（アンドロイダー編集長）
美咲アヤカ（2013年8月19日より、産休中の福田萌に代わり「教育実習生」としてMCアシスタントを務める。）
三輪田薫
堤友里